# Communauté de communes Piège-Lauragais-Malepère
Pour les articles homonymes, voir Malepère.
La communauté de communes Piège - Lauragais - Malepère (ou CCPLM) est une structure intercommunale, située dans le département de l'Aude et dans la région Occitanie,.

## Histoire
La communauté de communes Piège-Lauragais-Malepère est née le 1er janvier 2013, selon les prérogatives de la Commission Départementale de Coopération Intercommunale de l'Aude et par application de l'arrêté préfectoral de création, grâce à:
- la fusion de la communauté de communes du Garnaguès et de la Piège et de la communauté de communes de la Piège et du Lauragais
- l'intégration de Saint-Amans (précédemment sans intercommunalité), de Lasserre-de-Prouille (précédemment dans la Communauté de communes du Razès Malepère), de Montréal et Villeneuve-lès-Montréal (précédemment dans la communauté de communes de la Malepère), et de Carlipa, Cenne-Monestiés et Villespy (précédemment dans la communauté de communes du Lauragais Montagne Noire)
- l'intégration de Brézilhac, Ferran, Fenouillet-du-Razès, Hounoux (précédemment dans la Communauté de Communes du Limouxin) depuis le 1er janvier 2015. ce qui porte le nombre de communes à 38.

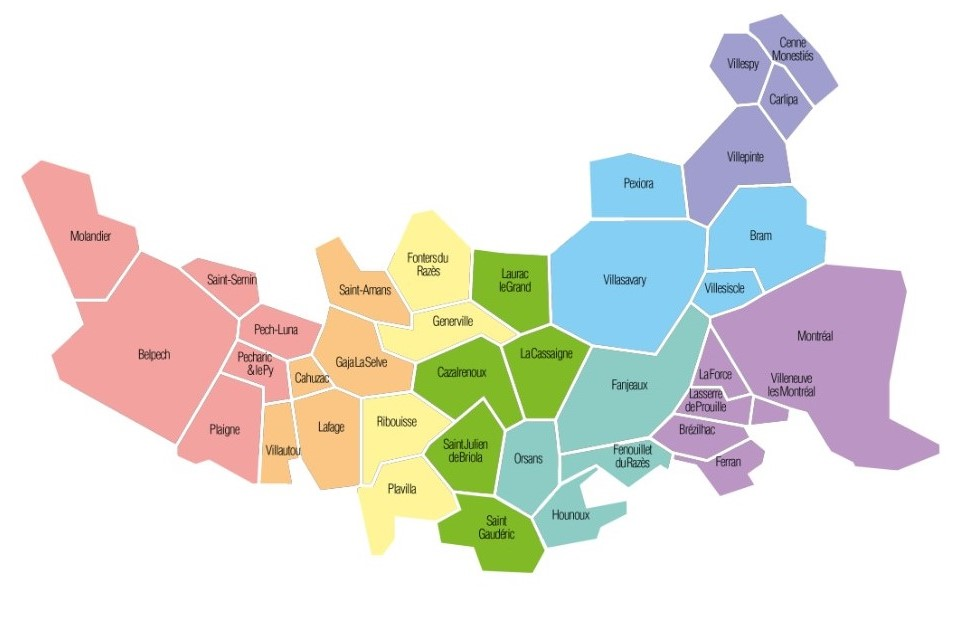
Carte territoriale de la Communauté de communes Piège-Lauragais-Malepère.

## Composition
La communauté de communes est composée des 38 communes suivantes :

| Nom                     | Code Insee | Gentilé           | Superficie (km2) | Population (dernière pop. légale) | Densité (hab./km2) |
| ----------------------- | ---------- | ----------------- | ---------------- | --------------------------------- | ------------------ |
| Bram (siège)            | 11049      | Bramais           | 17,72            | 3 252 (2022)                      | 184                |
| Belpech                 | 11033      | Bellopodiens      | 42,46            | 1 339 (2022)                      | 32                 |
| Brézilhac               | 11051      | Brézilhacais      | 6,82             | 176 (2022)                        | 26                 |
| Cahuzac                 | 11057      | Cahuzacois        | 3,04             | 30 (2022)                         | 9,9                |
| Carlipa                 | 11070      | Carlipais         | 5,26             | 338 (2022)                        | 64                 |
| La Cassaigne            | 11072      | Cassaignois       | 12,13            | 188 (2022)                        | 15                 |
| Cazalrenoux             | 11087      | Cazalrenoussiens  | 13,35            | 102 (2022)                        | 7,6                |
| Cenne-Monestiés         | 11089      | Cennois           | 7,76             | 411 (2022)                        | 53                 |
| Fanjeaux                | 11136      | Fanjuvéens        | 25,49            | 886 (2022)                        | 35                 |
| Fenouillet-du-Razès     | 11139      | Fenouilletois     | 7,22             | 76 (2022)                         | 11                 |
| Ferran                  | 11141      | Ferranois         | 5,86             | 132 (2022)                        | 23                 |
| Fonters-du-Razès        | 11149      | Fonterais         | 12,15            | 74 (2022)                         | 6,1                |
| La Force                | 11153      | Forcelais         | 4,6              | 259 (2022)                        | 56                 |
| Gaja-la-Selve           | 11159      | Gajanais          | 11,38            | 136 (2022)                        | 12                 |
| Generville              | 11162      | Genervillois      | 10,21            | 51 (2022)                         | 5                  |
| Hounoux                 | 11173      | Honosais          | 7,62             | 133 (2022)                        | 17                 |
| Lafage                  | 11184      | Lafageois         | 12,71            | 96 (2022)                         | 7,6                |
| Lasserre-de-Prouille    | 11193      | Lasserrais        | 4,16             | 290 (2022)                        | 70                 |
| Laurac                  | 11196      | Lauracois         | 11,58            | 180 (2022)                        | 16                 |
| Molandier               | 11236      | Molandierais      | 19,84            | 251 (2022)                        | 13                 |
| Montréal                | 11254      | Montréalais       | 55,03            | 2 116 (2022)                      | 38                 |
| Orsans                  | 11268      | Orsanais          | 9,94             | 97 (2022)                         | 9,8                |
| Pech-Luna               | 11278      | Lunapodiens       | 6,57             | 76 (2022)                         | 12                 |
| Pécharic-et-le-Py       | 11277      | Pécharicois       | 5,77             | 29 (2022)                         | 5                  |
| Pexiora                 | 11281      | Pexioranais       | 13,16            | 1 264 (2022)                      | 96                 |
| Plaigne                 | 11290      | Plaignois         | 13,19            | 120 (2022)                        | 9,1                |
| Plavilla                | 11291      | Plavillais        | 12,4             | 142 (2022)                        | 11                 |
| Ribouisse               | 11312      | Ribouissais       | 10,21            | 101 (2022)                        | 9,9                |
| Saint-Amans             | 11331      | Saint-Amanais     | 8,16             | 62 (2022)                         | 7,6                |
| Saint-Gaudéric          | 11343      | Saint-Gaudéricois | 11,13            | 108 (2022)                        | 9,7                |
| Saint-Julien-de-Briola  | 11348      | Saint-Julions     | 11,31            | 80 (2022)                         | 7,1                |
| Saint-Sernin            | 11365      | Saint-Serninais   | 6,53             | 42 (2022)                         | 6,4                |
| Villasavary             | 11418      | Villasavariens    | 33,08            | 1 216 (2022)                      | 37                 |
| Villautou               | 11419      | Villautorais      | 5,97             | 66 (2022)                         | 11                 |
| Villeneuve-lès-Montréal | 11432      | Villenovains      | 2,2              | 337 (2022)                        | 153                |
| Villepinte              | 11434      | Villepintois      | 15,4             | 1 252 (2022)                      | 81                 |
| Villesiscle             | 11438      | Villesiclois      | 5,46             | 366 (2022)                        | 67                 |
| Villespy                | 11439      | Villespyndis      | 6,38             | 425 (2022)                        | 67                 |

## Administration

### Président
| Nom | Nom         | Parti | Début            | Fin         | Fonctions |  |
| --- | ----------- | ----- | ---------------- | ----------- | --- |  |
|     | André Viola | PS    | 1er janvier 2013 | En fonction | - Conseiller municipal de Bram - Ancien Président du Conseil Départemental de l'Aude - Conseiller départemental du Canton de la Piège au Razès |  |

### Vice-présidents
La communauté de communes compte 11 vice-présidents répartis avec les délégations suivantes,:
- M. Bernard Breil, maire de Montréal, vice-président chargé de la jeunesse et petite enfance.
- Mme Claudie Faucon Méjean, maire de Bram, vice-présidente du conseil régional d'Occitanie, vice-présidente chargée de la santé, des services au public, du personnel et de la communication.
- M. Jacques Danjou, maire de Villasavary, vice-président chargé des affaires sociales.
- M. Francis Andrieu, maire de Plavilla, vice-président chargé de la voirie.
- M. Denis Juin, conseiller municipal, ancien maire de Fanjeaux, vice-président chargé de l'eau et de l'assainissement.
- Mme Marie-Hélène Boyer, en remplacement de Christian Ourliac (1954-2024), adjointe au maire de Montréal, vice-présidente chargée de l'insertion.
- Mme Estelle Vilespy, maire de Belpech, vice-présidente chargée du tourisme.
- M. Brice Asensio, maire de Cazalrenoux, vice-président chargé de la transition énergétique.
- M. Alain Rouquet, maire de Villepinte, vice-président chargé du développement économique.
- M. Serge Cazenave, maire de Pexiora, vice-président chargé du patrimoine.
- M. Serge Serrano, maire de Carlipa, vice-président chargé de la culture.

### Directeurs Généraux des Services
- 2013 à 2021: Stéphan Aribaud[5]
- 2021 à 2024: Cédric Menon[6]
- Depuis 2024: Virginie Crochard[7].

## Compétences
- Aménagement de l’espace
- Développement économique[8]
- Environnement
- Voirie
- Politique du logement et du cadre de vie
- Lecture publique, École des arts[9]

## Communication
La communauté des communes publie un magazine d'information semestriel intitulé « Le nouveau point commun ». Elle dispose également d'une page sur les réseaux sociaux Facebook et Linkedin. 